# Batalla de Port-Saint-Père (10 de setembre 1793)
La Tercera Batalla de Port-Saint-Père o Batalla de Port-Saint-Père va tenir lloc el 10 de setembre de 1793 a l'oest de França durant la Revolta de La Vendée entre les forces del govern republicà d'una banda, i el contrarevolucionari de la Vendée, rebels de l'altra.
Va representar la primera escaramuza en què van participar al costat dels republicans veterans de la Guerra de la Primera Coalició, és a dir, el setge de Magúncia, conegut amb el nom no oficial d'Exèrcit de Magúncia. Va acabar amb una victòria republicana amb petites pèrdues.